# Robert Corbin
Robert Herman Orlando Corbin (Linden, Guayana Británica, 15 de febrero de 1948) es un abogado y político guyanés que fungió como líder del Congreso Nacional del Pueblo desde el 5 de febrero de 2003 hasta el 30 de julio de 2012, siendo por lo tanto líder de la oposición de Guyana durante la mayor parte del gobierno de Bharrat Jagdeo. Fue candidato presidencial en las elecciones generales de 2006, aunque obtuvo el peor resultado histórico para su partido.

## Biografía
Nacido en Linden, Guyana, Corbin trabajó para el Ministerio de la Juventud de la Iglesia Presbiteriana antes de ser educado en trabajo social y derecho en la Universidad de Guyana y en la Facultad de Derecho de Hugh Wooding. Ejerció como trabajador social desde 1966 hasta 1977 y durante este tiempo se unió al brazo juvenil de la PNC, el Movimiento Socialista Juvenil, antes de tomar asiento en el Comité Ejecutivo Central del partido.
Corbin, quien fue elegido por primera vez a la Asamblea Nacional de Guyana en 1973, se convirtió en una de las principales figuras del PNC, sirviendo al partido como vicepresidente senior y secretario general, además de ocupar varios ministerios gubernamentales, incluido el cargo de vice primer ministro de 1985 a 1992. Fue elegido presidente del partido en el año 2000, y finalmente fue líder interino del PNC tras la muerte de Desmond Hoyte el 22 de diciembre de 2002. El 5 de febrero de 2003, asumió definitivamente el cargo.
Como líder del PNC, Corbin fue candidato presidencial en las siguientes elecciones generales guyanesas, realizadas el 28 de agosto de 2006, siendo su principal competidor el presidente Bharrat Jagdeo, del Partido Progresista del Pueblo (PPP). El surgimiento de una tercera fuerza coherente, la Alianza para el Cambio (AFC), así como el debilitamiento posterior a la muerte de Hoyte, llevaron a que Corbin sufriera una decepcionante derrota, con solo el 34.07% de los votos, el peor resultado histórico del PNC desde su fundación.
Su liderazgo fue cuestionado por la debacle electoral, pero se vio reafirmado luego de que sus principales competidores por el liderazgo del partido se retiraran. Sin embargo, no volvió a presentar su candidatura presidencial, apoyando a David Granger en 2011. La gran cantidad de votos obtenida por Granger llevó a que este sucediera a Corbin como líder del partido y líder de la oposición guyanesa el 30 de julio de 2012.

## Vida personal
Corbin, quien está casado y tiene cinco hijos adultos, continúa ejerciendo como abogado. También es el hermano menor del difunto cantante y actor Sol Raye.